# غرفة تداول

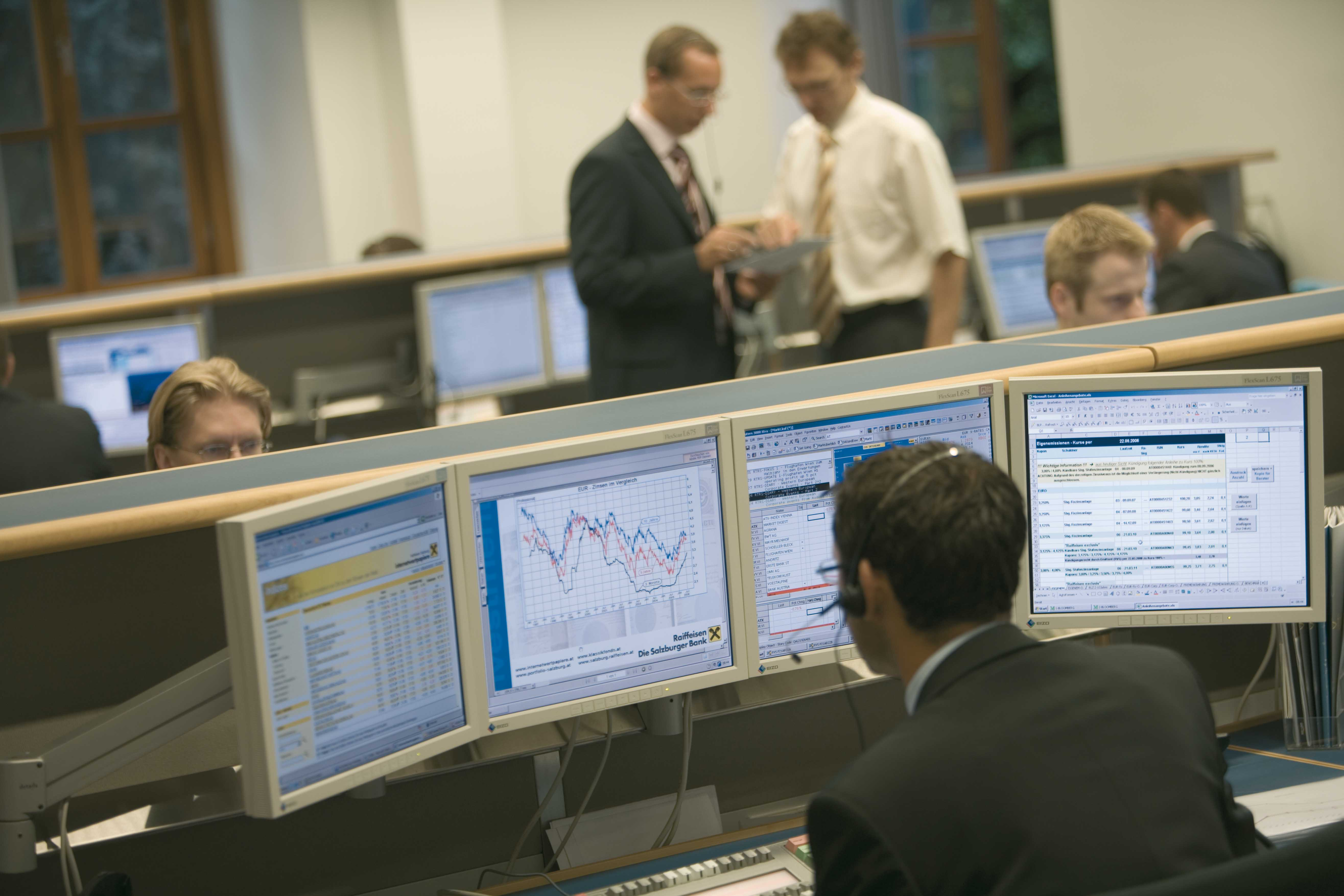

غرفة التداول (بالإنجليزية: Trading room)‏ تجمع المتداولين العاملين في السوق المالية. تُسمى غرف التداول في بعض الأحيان أيضًا «مكتب الواجهة». يُستعمل مصطلحا «غرفة التعامل» و«طابق التداول» أيضًا، ويُستخدم الأخير مستلهمًا من مصطلح المزاد العلني المفتوح في سوق الأوراق المالية. وبينما يُستبدل المزاد العلني المفتوح تدريجيًا بالتداول الإلكتروني، تحصل غرفة التداول على الدلالة الرمزية بصفتها المكان الحي الوحيد للسوق المالية. وهي أكثر الأماكن استخدامًا للتكنولوجيا في المؤسسة المالية، قبل انتشار تلك التكنولوجيا إلى الأعمال الأخرى.
تُعرف غرف التداول أيضًا بـ«مختبرات التداول» أو «المختبرات المالية» في الجامعات وكليات الأعمال. أصبحت غرف التداول وسيلة رئيسة في إقامة «مناخ وول ستريت».

## الأصل
انقسمت سوق رأس مال الأعمال البنكية قبل الستينيات والسبعينيات إلى العديد من الأقسام، وكانت تلك الأقسام مبعثرة غالبًا على العديد من الأماكن، كقطاعات للسوق: سوق المال (الأوراق المالية والسوق النقدية)، وسوق صرف العملات، والتمويل طويل الأمد، والتداول، وسوق السندات. تمكنت البنوك بعد جمع تلك الفرق في مكان واحد من تسهيل الآتي:
- إذاعة أكثر فعالية لمعلومات السوق، لضمان تفاعل أعظم من المتعاملين
- عرض الأفكار حول توجهات السوق والفرص المتاحة
- التنسيق مع العملاء

## السياق
ظهرت غرف التداول للمرة الأولى بين وسطاء البنوك الاستثمارية العملاقة، مثل مورغان ستانلي، منذ عام 1971، بتأسيس بورصة نازداك، التي تتطلب مكتب تداول للأسهم في مقارهم، ونمو السوق الثانوي لمنتجات الدين الفيدرالي، التي تتطلب مكتب تداول للسندات.
تسارع انتشار غرف التداول في أوروبا بين عامي 1982 و1987؛ بسبب إصلاحين رئيسين لمنظومة سوق المال، ونُفذت تلك الإصلاحات بصورة حاسمة في المملكة المتحدة وفرنسا في نفس التوقيت.
أزال الانفجار العظيم لسوق لندن للأوراق المالية في المملكة المتحدة الفارق بين سمسار البورصة ووسيط البورصة، وعزز بنوك الولايات المتحدة الاستثمارية، التي حُرمت قبل ذلك من الوصول إلى سوق لندن للأوراق المالية، وساعد في إنشاء غرفة تداول في مدينة لندن.
أدى رفع القيود التنظيمية من على كاهل أسواق رأس المال في فرنسا، والذي قام به وزير الاقتصاد والمال بيير بيريغوفوي، بين عامي 1984 و1986، إلى تكوين أدوات سوق المال، وسوق العقود الآجلة ذات معدل الفائدة، مؤسسة ماتيف، وسوق عقود خيار الأسهم، مونيب، وتنظيم إدارة الدين العام، مع العديد من مزادات السندات وتكوين منزلة خاصة للمتعامل الأولي. أثارت كل شريحة ناشئة من شرائح السوق الاحتياج إلى وظائف جديدة مكرَّسة للتداول في غرفة التداول.

## الأعمال التجارية
تخدم غرف التداول نوعين من الأعمال التجارية:
- التداول ونموذج المراجحة، وهي أعمال تجارية خاصة ببنوك الاستثمار والوسطاء، ويُشار إليها غالبًا باسم جانب البيع.
- إدارة حافظة الأوراق المالية، وهي أعمال تجارية خاصة بشركات إدارة الأصول والمستثمرين، ويُشار إليها غالبًا باسم جانب الشراء.

أسس الوسطاء وبنوك الاستثمار غرف التداول الخاصة بهم أولًا ثم تبعهم بعد ذلك شركات إدارة الأصول العملاقة.
يحدد نوع الأعمال التجارية الخصائص المميزة لكل منظومة والبيئة البرمجية داخل كل غرفة تداول.

## المنظومة
تُصنع غرف التداول من «مكاتب»، متخصصة بالمنتج أو شرائح السوق (الأسهم، قصير لأمد، طويل الأمد، عقود الخيار...)، التي تتشارك فضاء عمومي واسع.
تقيم غرفة التداول النموذجية للبنوك الاستثمارية تمييزًا بين:
- المتداولين: ودورهم توفير أفضل الأسعار الممكنة للبيع، بتوقع توجهات السوق. يرتب المتداول عملية تداولية عكسية سواءً مع متداول آخر ينتمي إلى كيان آخر من نفس المؤسسة أو مع طرف خارجي مقابل، بعد إبرام التعامل البيعي.
- صناع السوق: الذين يعملون بصفتهم تجار جملة. تنطوي التعاملات التي يتفاوض عليها صناع السوق على شروط معيارية.

يقوم قسم المبيعات بتعاملات مصممة خصيصًا لاحتياجات عملاء الشركة، ما يعني أن شروطهم محددة. ونظرًا لتركيزهم على علاقتهم بالعملاء، فإنهم قد يتعاملون على كامل أنواع الأصول.
جمع عدد من المؤسسات الكبيرة مكاتب النقدية والمشتقات المالية، بينما أعطى آخرون مثل بنك الاتحاد السويسري (يو بي إس) والبنك الألماني (دويتشه بنك) الأولوية إلى العلاقة مع العميل، وصمموا غرف التداول لكل عميل وحول مكاتب المبيعات.
تستضيف بعض غرف التداول الكبيرة متداولين أجانب، يعملون نيابة عن كيان آخر لنفس المؤسسة، في منطقة زمنية أخرى. ربما تمتلك غرفة تداول في باريس متداولين مدفوعي الأجر بواسطة شركة تابعة لنيويورك، مع تبديل ساعات العمل الخاصة بهم. يمكن تطبيق القواعد الكتابية للمنظومة لأن السوق تعمل 24 ساعة يوميًا على مكتب صرف العملات، إذ يستلم متداول لندن على سبيل المثال، في بداية اليوم، الصفقات المفتوحة التي سلمتها غرف سنغافورة وطوكيو أو البحرين، ويديرها حتى نهاية يومه، عندما يسلمها إلى زميل آخر في نيويورك.
تختار بعض المؤسسات التي استثمرت في فريق النمو السريع أن تمزج الملفات داخل غرفة التداول، إذ يجلس كل من المتداولين والمهندسين الماليين ومطوري برمجية واجهة المكتب بجانب بعضهم. وبالتالي يسلم الأخير التقارير إلى رئيس التداول بدلًا من رئيس تكنولوجيا المعلومات.
ظهرت حديثًا وظيفة ضابط الالتزام، ويقوم دوره على التأكد من الخضوع للقانون، خاصة القانون المتعلق بمسائل السوق.
لا يقع المكتب الوسطي والمكتب الخلفي في غرفة التداول.
يسهل الأمر مع المنظومة في حالة شركات إدارة الأصول:
- مديرو الأصول مسؤولون عن التمويل والمحافظ الاستثمارية
- يتواصل «المتداولون» مع «الوسطاء» – أي مع قطاع المبيعات في بنوك الاستثمار المذكورة آنفًا، لكن هذا الشكل غائب من شركات إدارة الأصول التي تختار تعهيد مكتب التداول خاصتها

تطلب تطور الأعمال التجارية خلال الثمانينيات والتسعينيات وجود غرف تداول أوسع، مكيفة خصيصًا لتكنولوجيا المعلومات والتهاتف. نقلت بعض المؤسسات نتيجة لذلك غرف التداول الخاصة بها من مقارها، من مدينة لندن إلى كناري وارف، ومن باريس إلى لا ديفونس، ومن وول ستريت إلى ميدان التايمز أو ضواحي مدينة نيويورك في كونيكتيكات، فقد بنى بنك الاتحاد السويسري على سبيل المثال غرفة تداول في ستامفورد، كونيكتيكات في عام 1997، ثم وسعها في عام 2002، لتكون الكبرى في العالم بمساحة 9,300 متر مربع، مما سمح بإقامة 1400 موقع عمل و5 آلاف شاشة. يُعتبر مبنى «باسالات» الخاص بـ«سوسيتيه جنرال» أول مبنى مكرس لغرف التداول، وهو متكيف مع مصدر الطاقة المزدوج، ليستمر العمل في غرفة التداول في حالة انقطاع الطاقة من إحدى المصدرين. يخطط جي بي مورغان تشيس لإقامة مبنى بالقرب من موقع مركز التجارة العالمي، لتكون مساحته (5600 متر مربع) بالكامل، المكرسة لغرف التجارة، في شكل كابول، والمساحة الأرضية المتاحة 3000 متر مربع فقط.

## البنية التحتية

### السنوات المبكرة
كان الهاتف والمبرقة الكاتبة أول الأدوات التي يستخدمها الوسيط. تحصل المبرقة الكاتبة على البيانات المالية الخاصة بالسوق وتطبعها على أشرطة التداول/الأسهم. تتميز أسهم الولايات المتحدة برمز تداول مصنوع من واحدة من ثلاث حروف، متبوعًا بالسعر الأخير، الأقل والأعلى، بالإضافة إلى حجم اليوم. كانت الإذاعة تتقارب مع الوقت الحقيقي، والبيانات نادرًا ما تأخرت عن 15 دقيقة، لكن كان على الوسيط أن يقرأ أسهم التداول للحصول على سعر آمن.
في السنوات المبكرة وبحلول عام 1923، أقامت شركة ترانس-لوكس بورصة نيويورك بنظام إذاعة بأشرطة تداول شفافة على شاشة كبيرة. تبنى هذا النظام أغلب الوسطاء المتعاملين مع بورصة نيويورك حتى ستينيات القرن الماضي.